# Sommersmühle

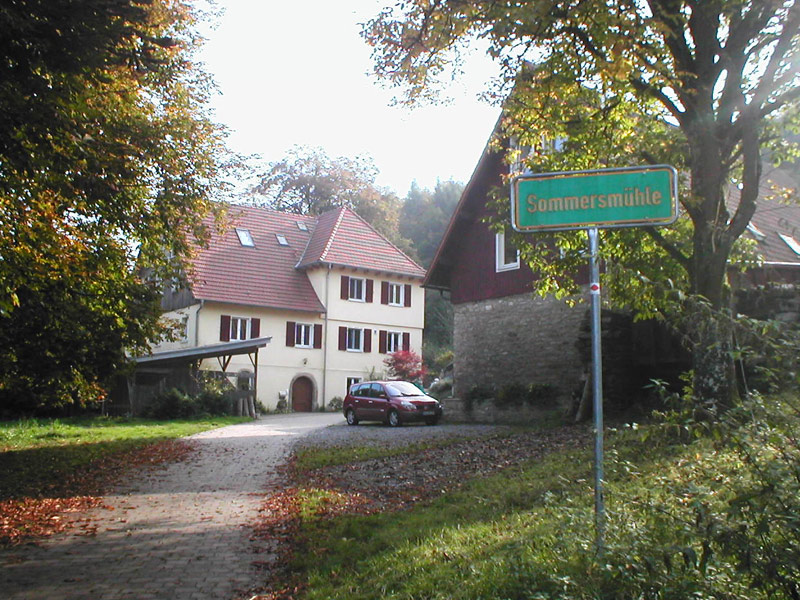
Sommersmühle

Die Sommersmühle ist eine ehemalige Mühle in Bad Rappenau im Landkreis Heilbronn im nördlichen Baden-Württemberg. Sie ist eine der fünf historischen Mühlen des Fünfmühlentals.

## Lage
Die Mühle liegt nordöstlich von Bad Rappenau im tief ins Gelände am Hang zum Neckar eingeschnittenen Tal des Mühlbachs, an einem links vom Mühlbach abzweigenden etwa 385 Meter langen Mühlkanal. Oberhalb der Sommersmühle liegt die Barthsmühle, talabwärts folgt die Schnepfenhardter Mühle.

## Geschichte

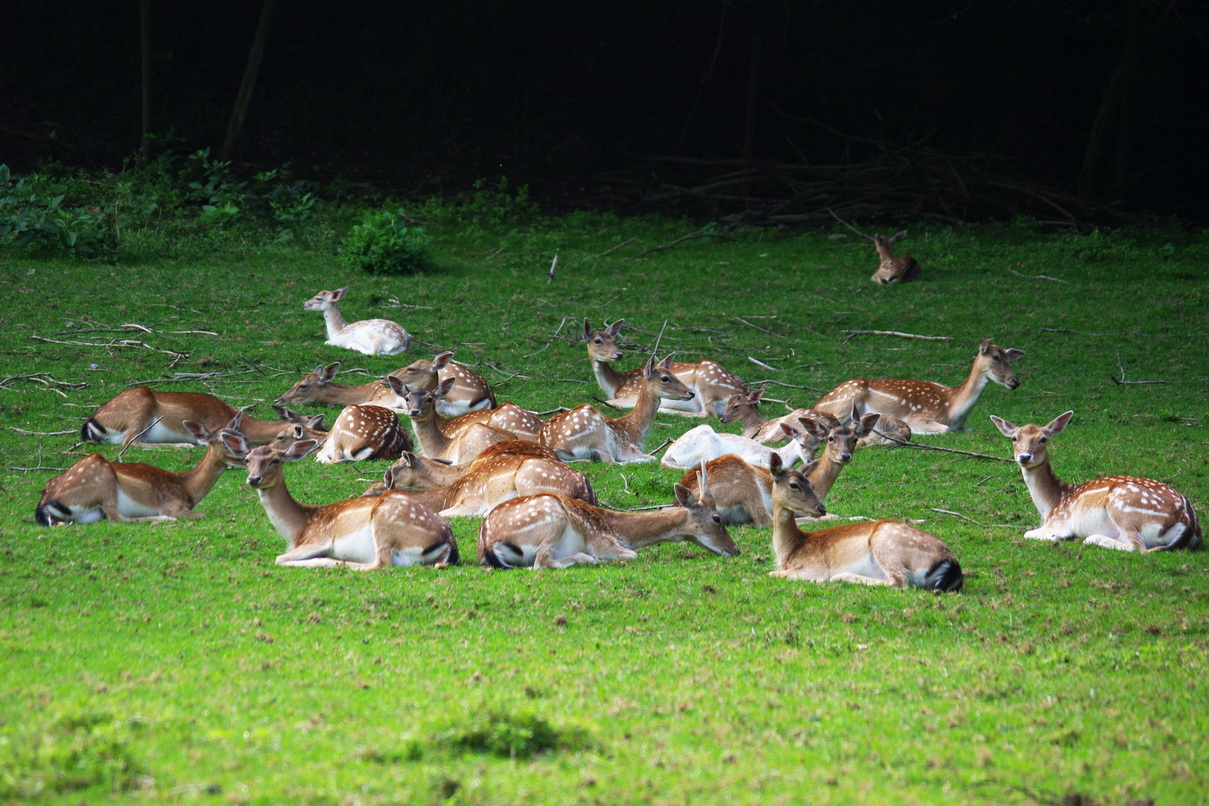
Damwild im Wildgehege bei der Sommersmühle

Alte Marksteine in der Gartenmauer der Mühle mit den Inschriften HHVE und IVE 1587 verweisen auf alten Ehrenberger Besitz. Die Mühle wurde als Mittlere Mühle erstmals 1596 erwähnt. Müller waren Conrad Lehmann (1640), Hans Jörg Dauscher (1647), Abraham Fröhlich (als Nachfolger von Dauscher), Hans Ulrich Roth (1680), Hans Georg Wolff (1693) und Johann Heinrich Nischinger (1698). Die Mühle hatte 1707 als einzige der Mühlen des Tals zwei Mahlgänge, später kam noch ein Gerbgang hinzu. Die Mühle wurde 1736 durch Jörg Michael Nischinger erneuert, dessen Initialen IMN und das Baujahr sich am Portal befinden. Anschließend war die Mühle im Besitz von zwei Generationen der Familie Weinle. Den Namen Sommersmühle hat die Mühle von der Pächterfamilie Sommer, der die Mühle von 1787 bis etwa 1910 gehörte und die das Gebäude 1825 nochmals erneuerte und die Mühle um eine Hanfreibe und eine Sägemühle erweiterte. Ab 1910 war die Mühle im Besitz der Müllersfamilie Frank. Der Mühlbetrieb endete zu Beginn der 1960er Jahre. 1995 brannte das damals unbewohnte Anwesen aus, wurde im Jahr 2001 einer grundlegenden Renovierung unterzogen und dient heute als Wohnhaus.
Um die Sommersmühle befindet sich seit 1978 ein Wildgehege.

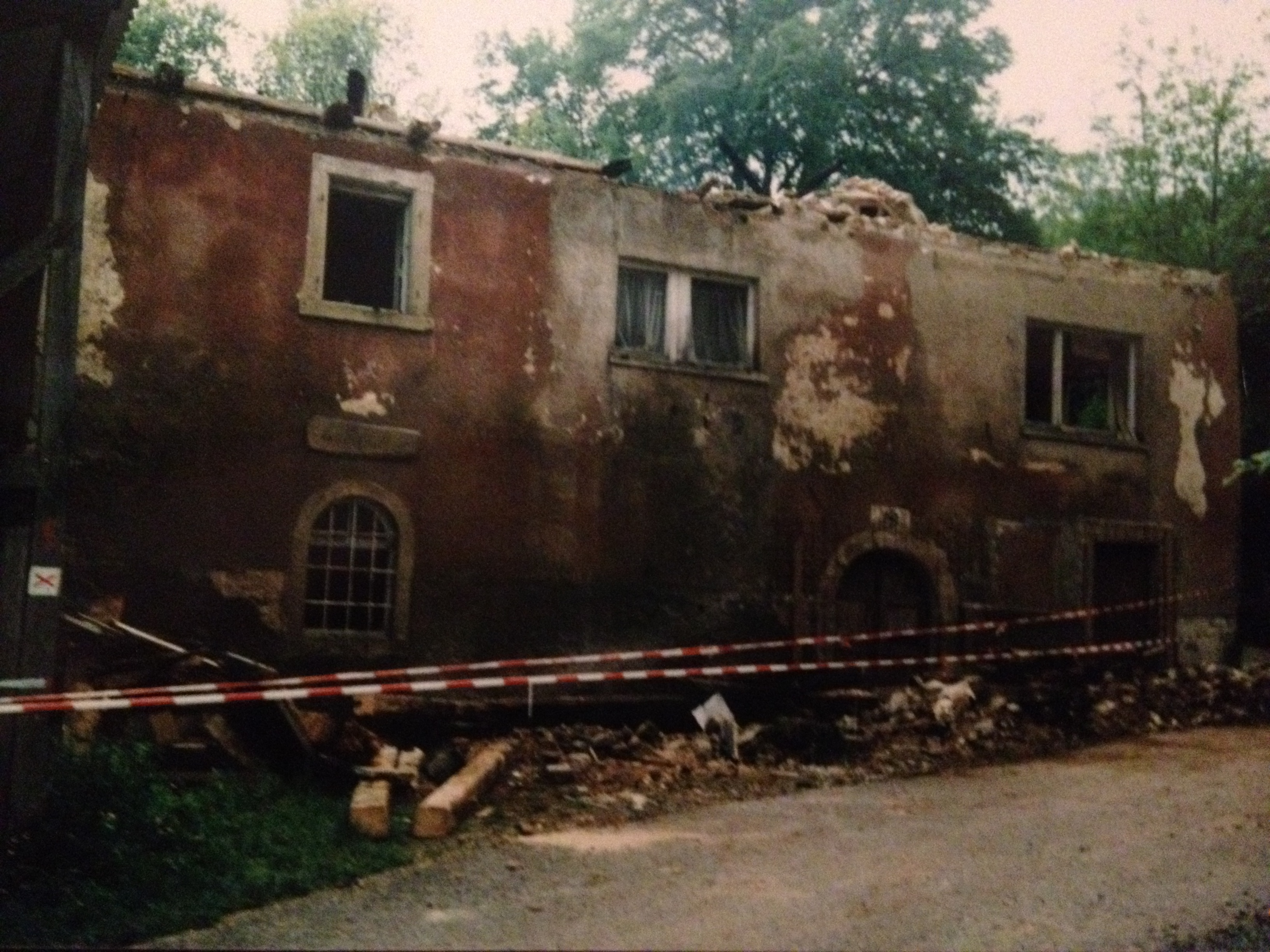
Die Ruine nach dem Brand 1995 von Norden
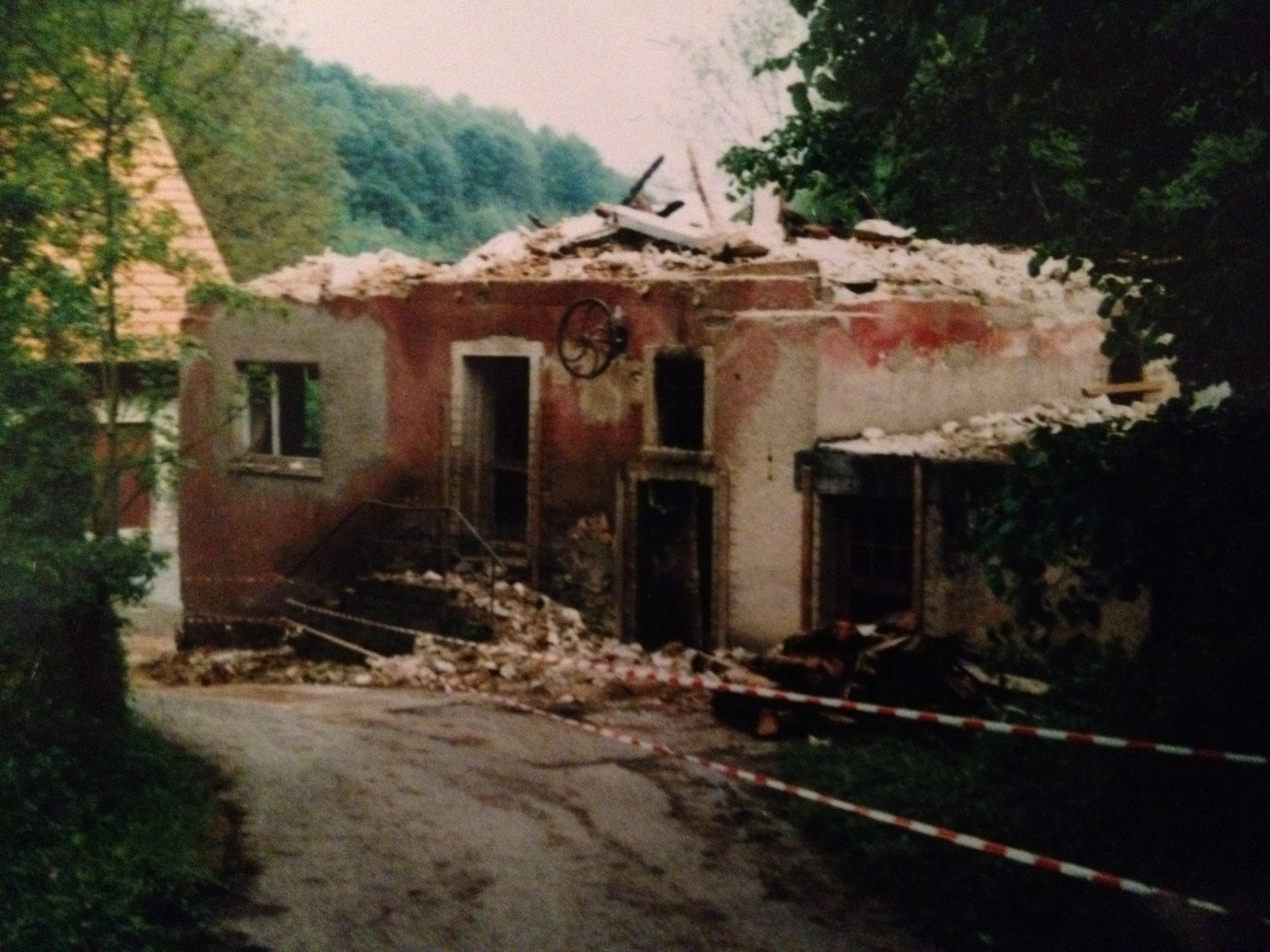
… und von Süden